# 813-as főút (Magyarország)
A 813-as főút másodrendű főút, ami Győr városát keleti irányból elkerülve, az M1-es autópályát köti össze a 14-es főúttal; teljes hossza 13.4 kilométer. Az út 3 ütemben épült, melyből  az I. szakasz 2015-ben, a II. pedig 2016 végén került átadásra. Ez köti össze az ipari parkot az Audi-gyárral, illetve az M19-es autóúttal, és az 1-es főúttal. 
A III. szakasz 2018 márciusában készült el, tehermentesítve a várost a Szlovákia irányába áthaladó tehergépjármű forgalomtól. Egy másik fontos szempont, amiért szükségessé vált az elkerülő megépítése, hogy a tehergépjárművek, rövidebb úton, gyorsabban, a várost elkerülve tudják megközelíteni az Audi Hungaria gyárat, illetve a Győri Ipari Parkot.

## Nyomvonala
Az M1-es autópálya győrszentiváni csomópontjának északi részétől indul, abból a körforgalomból, amelybe délről a Budapest felőli forgalom lehajtója (10 485) és a Hegyeshalom felé vezető felhajtó (10 486) csatlakozik, kelet felől pedig a 8136-os út torkollik bele, 46 kilométer megtétele után. Kezdőpontja ily módon győri közigazgatási területen található, ahonnan nyugat felé indul, de alig 250 méter után eléri azt a nyomvonalat, amelyen az út az autópálya-csomópont megépítése előtt haladt, onnantól kezdve Győr és Töltéstava határvonalát kíséri, nyugat-északnyugati irányban.
700 méter után lép teljesen győri területre, ott északnyugati irányba fordul. 1,3 kilométer után egy körforgalmon halad át, itt ágazik ki belőle az az út, amely korábban a 8136-os utolsó szakaszaként Győr belterületére vezetett, de ma már csak önkormányzati útnak minősül. A harmadik kilométerénél újabb körforgalmon halad keresztül, itt a Tibormajori út keresztezi, majd még északabbi irányt vesz. 3,6 kilométer után, felüljárón áthalad a MÁV 1-es számú Budapest–Hegyeshalom–Rajka-vasútvonal vágányai felett, majd egy alsóbbrendű út felett is, amely Győrszentivánra vezet.
4,4 kilométer után egy újabb körforgalma következik, innen kelet felé Győrszentiván központjába, nyugat felé az Audi Hungária gyárüzemei felé lehet letérni az útról. Itt már egészen északi irányba halad, az 5+850-es kilométerszelvénye táján épült újabb körforgalomig, innen az Audi Hungária egy másik szervizútja ágazik ki nyugat felé.
6,9 kilométer után éri el az M19-es autóút itteni csomópontjának déli körforgalmát, ott kiágazik belőle a 19 406-os számú felhajtó ág Budapest felé és belecsatlakozik a 19 405-ös lehajtó ág Rajka irányába; ezután felüljárón áthalad az M19-es autópálya felett, amely itt 7,2 kilométer megtételénél tart. 7,3 kilométer után éri el a csomópontot kiszolgáló másik, északi oldali körforgalmat, amelybe a 19 403-as lehajtó és a 19 404-es felhajtó ágak csatlakoznak.
A körforgalmat elhagyva észak-északnyugat felé folytatódik, és 8,1 kilométer után találkozik az 1-es főúttal (amely itt nem sokkal a 119. kilométer után jár), szintén körforgalmú csomóponttal. 8,5 kilométer után eléri a 2017-2018 között épült Klatsmányi Tibor hidat, amelyen keresztezi a Mosoni-Dunát, majd 9,2 kilométer megtételét követően nyugatnak fordul.
10,9 kilométer után keresztezi az 1301-es utat (amely itt 5,3 kilométer megtételén van túl), szintén körforgalommal, a 12. kilométerénél pedig az 1302-es utat, amely alig 1,2 kilométert tett meg a kezdőpontjától idáig. A 12+550-es kilométerszelvényénél keresztez egy kisebb vízfolyást és ugyanott átlép Vámosszabadi területére. Nem sokkal ezután véget is ér, a 14-es főútba beletorkollva, annak 6+100-as kilométerszelvényénél.
Teljes hossza, az országos közutak térképes nyilvántartását szolgáló kira.gov.hu adatbázisa szerint 13,262 kilométer.